# Evan Rachel Wood
Pour les articles homonymes, voir Wood.
Evan Rachel Wood, née le 7 septembre 1987 à Raleigh (Caroline du Nord, États-Unis), est une actrice et chanteuse américaine.
Elle commence à jouer dans les années 1990 dans des séries américaines comme American Gothic ou Deuxième chance. Elle fait ses débuts dans le cinéma à l'âge de 11 ans en 1998 avec le film Digging to China et est nommée en 2003 au Golden Globe pour son rôle de Tracy Freeland dans le drame indépendant Thirteen.
De 2016 à 2022, elle incarne l'androïde Dolores Abernathy dans la série de science-fiction Westworld. Son interprétation lui permet de remporter un Critics' Choice Movie Award et un Satellite Award et d'être nommée aux Golden Globes et aux Emmy Awards.

## Biographie

### Jeunesse et formation
Evan Rachel Wood est née le 7 septembre 1987 à Raleigh, en Caroline du Nord, aux (États-Unis). Son père, Ira David Wood III, est acteur, chanteur, directeur de théâtre et dramaturge issu d'une famille chrétienne, et sa mère Sara Lynn Moore est actrice, et convertie au judaïsme. Son frère Ira David IV est aussi acteur, et sa tante Carol Winstead Wood est costumière pour le cinéma.
Evan Rachel et son frère jouaient parfois dans le théâtre fondé par leur père à Raleigh, Theatre in the Park. Elle a ainsi joué dans la pièce Un chant de Noël (A Christmas Carol) alors qu'elle n'était âgée que de quelques mois, puis dans la pièce Miracle en Alabama (The Miracle Worker) dans le rôle d'Helen Keller,.
Elle auditionne pour le rôle de Claudia dans Entretien avec un vampire, mais c'est l'actrice Kirsten Dunst qui obtient ce rôle.

## Carrière

### Débuts remarqués (1994-2000)
Dès 1994, elle joue dans des téléfilms et apparaît occasionnellement dans la série American Gothic.
En 1997, ses parents se séparent et Evan Rachel s'installe avec sa mère à Los Angeles. Elle auditionne pour le rôle de Jessie Sammler dans la série télévisée Deuxième Chance (Once & Again) et l'obtient. Sa prestation est unanimement saluée par la critique et ses pairs, impressionnés par la maturité de son jeu.
En 1998, à l'âge de 11 ans, elle obtient son premier rôle au cinéma aux côtés de Kevin Bacon et Mary Stuart Masterson dans le film Digging to China. Elle se rappelle ce rôle comme étant « difficile » néanmoins c'est ce qui lui a donné envie de continuer et de « ne jamais arrêter ». Elle quitte alors l'école et prend des cours par correspondance.
Elle continue à jouer à la télévision en parallèle : en 2000, dans le mélo Les Anges du bonheur, en 2002 dans la série politique À la Maison-Blanche, et en 2003 dans Les Experts.

### Révélation (2001-2006)

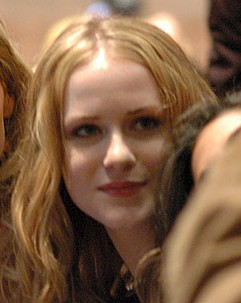
L'actrice au Festival du Film de Sundance 2005, pour la présentation de Pretty Persuasion.

En 2001, à 14 ans, elle est pour la première fois tête d'affiche : le premier rôle de la comédie destinée aux adolescents, La Gardienne des secrets (Little Secrets).
Mais c'est en 2003 qu'elle participe à un projet ambitieux. Elle prête en effet ses traits à Tracy Freeland dans le drame indépendant Thirteen, et livre une performance acclamée par la critique.
En juillet de cette année, elle pose ainsi en couverture du magazine Vanity Fair avec d'autres actrices, et est citée en tant que It Girls of Hollywood. Et récolte une nomination aux Golden Globe Awards dans la catégorie Meilleure actrice dramatique, prix qui est finalement remporté par Charlize Theron pour son rôle dans Monster.
Elle confirme sa capacité à interpréter des rôles complexes dans deux films indépendants : en 2005, elle joue l'adolescente Kimberly Joyce dans la comédie noire Pretty Persuasion, et incarne, en 2006, Tobe, une jeune fille qui s'éprend d'un cow-boy plus âgé qu'elle, joué par l'acteur Edward Norton, dans Down in the Valley.
En 2005, elle confirme une appétence pour le rock en apparaissant dans les clips musicaux At The Bottom of Everything de Bright Eyes et Wake Me Up When September Ends de Green Day.
En septembre 2006, elle reçoit le Spotlight Award for Emerging Talent du magazine Première.

### Cinéma indépendant (2007-2009)

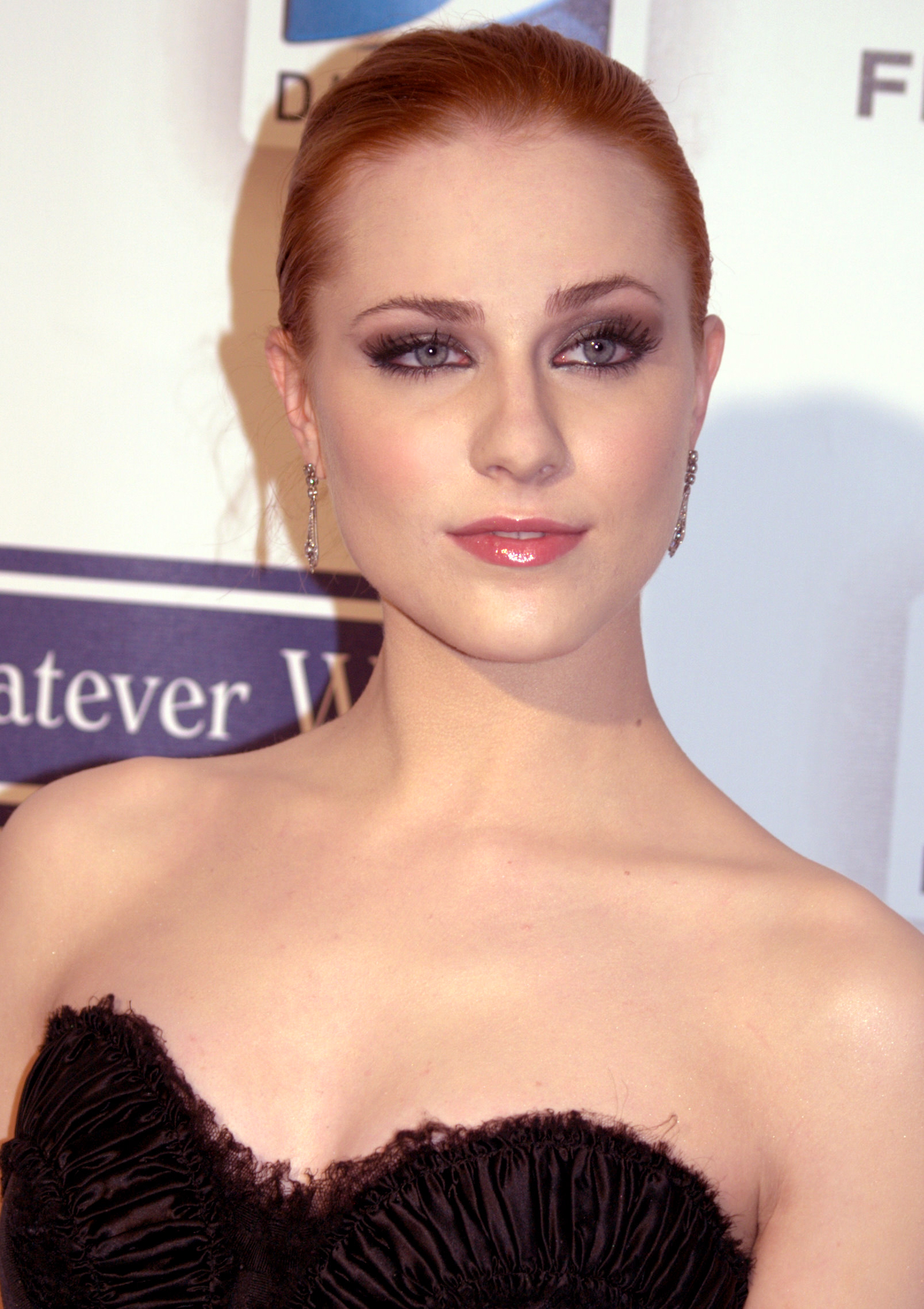
Evan Rachel Wood en 2009, à la première de Whatever Works.

En 2007, elle interprète la fille de Michael Douglas dans King of California, et combine passion pour la musique et ses talents de comédienne en incarnant Lucy Carrigan dans le mélodrame musical Across the Universe de Julie Taymor, rythmé par les chansons des Beatles.
Julie Taymor, la réalisatrice d’Across the Universe, trouve qu'il existe une réelle alchimie entre Evan Rachel Wood et Jim Sturgess, ce pourquoi elle souhaite qu'ils tiennent les rôles principaux dans sa prochaine comédie musicale inspirée de Spider-Man.
Evan Rachel Wood y interpréterait Mary Jane Watson et Jim Sturgess enfilerait le déguisement de l'homme araignée. Le projet n'aboutira pas.
La même année, elle fait une apparition dans le clip Heart-Shaped Glasses de Marilyn Manson.
Elle confirme en collaborant avec de grands cinéastes. En 2008, elle est à l'affiche du drame The Wrestler le quatrième long-métrage de Darren Aronofsky, acclamé par la critique. Et en 2009, elle joue les ingénues pour Woody Allen dans la comédie new-yorkaise : Whatever Works.

### Retour progressif à la télévision (depuis 2009)

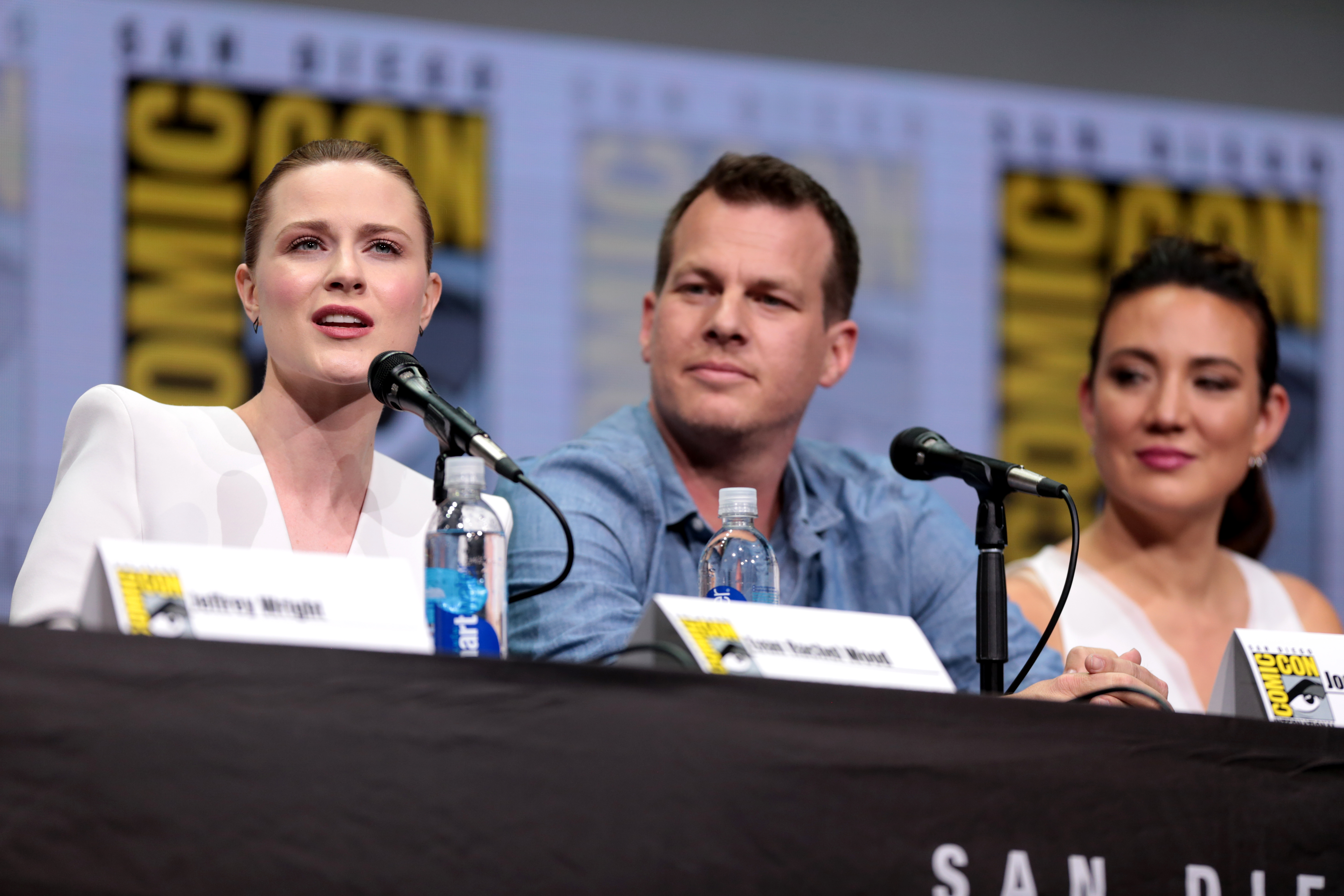
L'actrice aux côtés des producteurs de Westworld, au San Diego Comic-Con 2017.

Parallèlement, elle ne renonce pas à la télévision puisqu'en 2009, elle prête ses traits à Sophie-Anne Leclerq, la reine vampire de Louisiane, dans les deux derniers épisodes de la saison 2 de la série True Blood, rôle qu'elle reprend dans la saison 3, apparaissant en tout dans huit épisodes.
En 2010, elle devient l'égérie de Gucci pour le parfum Gucci Guilty.
En 2011, elle tourne avec deux acteurs passés à la réalisation : Robert Redford pour le thriller La Conspiration et George Clooney pour le drame politique Les Marches du pouvoir (The Ides of March).
Elle apparaît aussi dans Mildred Pierce, réalisée par Todd Haynes, et portée par Kate Winslet pour la chaîne câblée HBO.
En 2013, elle renoue avec le cinéma indépendant : la comédie noire Charlie Countryman de Fredrik Bond, où elle donne la réplique à Shia LaBeouf.
Mais en 2015, c'est à la télévision qu'elle persévère : elle joue dans quelques épisodes de la seconde saison de la comédie Doll & Em, et intègre surtout la distribution du western de science-fiction Westworld, développé par Jonathan Nolan et produite par J.J. Abrams pour la chaîne câblée HBO dans le rôle de Dolorès.
Elle prête également sa voix à Marianne, personnage féminin principal de Strange Magic, film d'animation dont le scénario est écrit d'après une histoire de George Lucas.

## Musique
Evan Rachel Wood a enregistré plusieurs chansons en dehors de celles qu'elle interprète dans les bandes originales de films comme Across the Universe, Strange Magic et La Reine des neiges 2.
En 2003, elle enregistre Silver and Gold et Christmas Isn't Christmas Without You sur deux compilations de chansons de Noël. En 2012, elle reprend I'd Have You Anytime pour l'album de charité Chimes of Freedom: Songs of Bob Dylan Honoring 50 Years of Amnesty International dont les bénéfices sont reversés à Amnesty International.
La chanson All Is Found, qu'elle interprète pour la bande originale de la La Reine des neiges 2, est certifiée disque de platine aux États-Unis, pour 1 000 000 de ventes, et disque d'argent au Royaume-Uni (200 000 ventes),. Une autre chanson tirée de la même bande originale, Show Yourself, qu'elle chante en duo avec Idina Menzel, est double disque de platine aux États-Unis.
En 2015, elle forme avec Zach Villa le duo electro-pop Rebel and a Basketcase qui a sorti deux EP en 2016 avant de se séparer en 2017.
Depuis 2018, elle se produit sur scène avec le guitariste et chanteur Zane Carney sous le nom de Evan + Zane. Le duo a sorti un album de reprises intitulé Dreams en septembre 2022.
En 2025 elle annonce un nouveau projet solo sous le nom de Lenore Pink et la sortie sur les plateformes de streaming le 15 août 2025 d'une chanson qu'elle a écrite et composée et intitulée Nest. Le musicien Mike Garson a fait les arrangements au piano. Ce titre sera suivi d'un EP de 3 chansons originales.

## Vie privée
En 2003, Evan Rachel Wood explique dans une interview relative au film Thirteen, qu'elle se décrit comme juive. En 2012, elle explique sur Twitter : « Je crois en Dieu mais je ne suis pas pratiquante, je suis spirituelle. Ma définition de Dieu n'est dans aucune religion. C'est très personnel ». Evan Rachel est ceinture noire de taekwondo.
De 2007 à juillet 2010, elle a eu une relation avec le chanteur Marilyn Manson. Ils se sont fiancés au début de l'année 2010 après une demande en mariage par Manson lors d'un concert à Paris. Muse de l'artiste, elle tourne dans le clip Heart-Shaped Glasses.
En 2011, elle révèle publiquement sa bisexualité, indiquant qu'elle avait longtemps attendu pour en parler, pour que cette annonce ne soit pas prise comme un effet de mode ou une phase passagère.
D'octobre à novembre 2014, elle a fréquenté brièvement l'actrice américaine Katherine Moennig,.
Durant l'été 2011, Evan Rachel retrouve son ex-petit ami Jamie Bell, qu'elle épouse le 30 octobre 2012. Le couple a un fils, né le 29 juillet 2013. En mai 2014, ils annoncent leur séparation et divorcent.
Lors d'une audition devant le Congrès américain en 2018, elle déclare publiquement avoir été pendant plusieurs années victime de violences sexuelles et viols par un ex-petit ami, les faits remontant à une dizaine d'années. Elle dit également souffrir d'un stress post-traumatique dont elle aurait toujours des séquelles aujourd'hui, cela expliquerait le ralentissement de sa carrière.
Le 1er février 2021, elle indique Marilyn Manson comme celui qu'elle accuse de viol.

## Filmographie
Sauf indication contraire, les informations mentionnées dans cette section peuvent être confirmées par la base de données cinématographiques IMDb,  présente dans la section « Liens externes ».

### Cinéma
- 1998 : Digging to China de Timothy Hutton : Harriet Frankovitz
- 1998 : Les Ensorceleuses (Pratical Magic) de Griffin Dunne : Kylie Owens
- 1998 : Detour de Joey Travolta : Daniella Rogers
- 2001 : La Gardienne des secrets (Little Secrets) de Blair Treu : Emily Lindstrom
- 2002 : S1m0ne d'Andrew Niccol : Lainey Christian Taransky
- 2003 : Thirteen de Catherine Hardwicke : Tracy Freeland
- 2003 : Les Disparues (The Missing) de Ron Howard : Lilly Gilkeson
- 2005 : Pretty Persuasion de Marcos Siega : Kimberly Jones
- 2005 : Les Bienfaits de la colère (The Upside of Anger) de Mike Binder : Lavender Wolfmeyer
- 2005 : Down in the Valley de David Jacobson : Tobe
- 2006 : Courir avec des ciseaux (Running with Scissors) de Ryan Murphy : Natalie Finch
- 2007 : King of California de Mike Cahill : Miranda
- 2007 : Across the Universe de Julie Taymor : Lucy Carrigan
- 2007 : La Vie devant ses yeux (The Life Before Her Eyes) de Vadim Perelman : Diana jeune
- 2008 : The Wrestler de Darren Aronofsky : Stephanie
- 2009 : Whatever Works de Woody Allen : Melody
- 2011 : La Conspiration (The Conspirator) de Robert Redford : Anna Surratt
- 2011 : Les Marches du pouvoir (The Ides of March) de George Clooney : Molly Steams
- 2013 : Charlie Countryman (The Necessary Death of Charlie Countryman) de Fredrik Bond : Gabi Banyai
- 2013 : Tout pour lui plaire (A Case of You) de Kat Coiro : Birdie
- 2014 : Barefoot d'Andrew Fleming : Daisy Kensington
- 2015 : Into the Forest de Patricia Rozema : Eva
- 2017 : Allure de Carlos et Jason Sanchez : Laura Drake
- 2020 : Kajillionaire de Miranda July : Old Dolio
- 2020 : Viena and the Fantomes de Gerardo Naranjo : Susi
- 2022 : Weird: The Al Yankovic Story d'Eric Appel : Madonna
- 2023 : Backspot de D.W. Waterson : Eileen McNamara

### Voix
- 2006 : Astérix et les Vikings de Stefan Fjeldmark et Jesper Møller : Abba (voix de la version en anglais)
- 2006 : Festin de requin (Shark Balt) de Howard E. Baker et John Fox : Cordelia (voix originale)
- 2007 : Battle for Terra d'Aristomenis Tsirbas : Mala (voix originale)
- 2015 : Strange Magic de Gary Rydstrom : Marianne (voix originale)
- 2018 : Flavors of Youth (Si shi qingchun) de Li Haoling, Jiaoshou Yi Xiaoxing et Yoshitaka Takeuchi : Yi Lin (voix de la version en anglais)
- 2019 : La Reine des neiges 2 (Frozen 2) de Chris Buck et Jennifer Lee : la Reine Iduna (voix originale)

### Télévision

#### Téléfilms
- 1994 : In the Best of Families: Marriage, Pride & Madness de Jeff Bleckner : Little Susie
- 1994 : Visions de meurtre (Search for Grace) de Sam Pillsbury : Sarah jeune / Robin
- 1995 : A Father for Charlie de Jeff Bleckner : Tessa
- 1995 : Une mort à petites doses (en) (Death in Small Doses) de Sondra Locke : Anna
- 1997 : Get to the Heart: The Barbara Mandrell Story de Jerry London : Jaime Dudney à 8 ans
- 1999 : Vengeance maternelle (Down Will Come Baby) de Gregory Goodell : Robin Garr

#### Séries télévisées
- 1995-1996 : American Gothic : Rose Russell (3 épisodes)
- 1998-1999 : Profiler : Chloé Waters (6 épisodes)
- 1999-2002 : Deuxième Chance (Once & Again) : Jessie Sammler
- 2000 : Les Anges du bonheur (Touched by an Angel) : Sarah Radcliff (épisode: La Boîte de Pandore)
- 2002 : À la Maison-Blanche (The West Wing) : Hogan Cregg (épisode: Une cassette diffamatoire)
- 2003 : Les Experts (CSI: Crime Scene Investigation) : Nora Easton (épisode: À vue d'œil)
- 2009-2011 : True Blood : Sophie-Anne Leclerq (8 épisodes)
- 2011 : Mildred Pierce (mini-série) de Todd Haynes : Veda Pierce (Épisodes 4 et 5)
- 2013 : Robot Chicken : Minnie Mouse / la mère (voix) (épisode: Botched Jewel Heist)
- 2015 : Doll & Em : Evan (5 épisodes)
- 2016-2022 : Westworld : Dolores Abernathy
- 2018-2019 : Drunk History : Deborah Sampson (épisode: Heroines) et Mary Shelley (épisode: Are You Afraid of the Drunk?)
- 2019 : What We Do in the Shadows : Evan (épisode: Le Procès)

### Documentaires
- 2020 : Showbiz Kids d'Alex Winter : elle-même
- 2022 : Phoenix Rising d'Amy Berg : elle-même

### Clips
- 2005 : Wake Me Up When September Ends de Green Day
- 2005 : At the Bottom of Everything de Bright Eyes
- 2007 : Heart-Shaped Glasses de Marilyn Manson
- 2009 : Love Me Chase Me de Carney[30]
- 2010 : Wow de Marilyn Manson
- 2012 : I'd Have You Anytime d'Evan Rachel Wood
- 2015 : Can't Deny My Love de Brandon Flowers
- 2015 : No Cities to Love de Sleater-Kinney[31]
- 2018 : Steal the Night de Pete Molinari[32]
- 2019 : Uneventful Days de Beck[33]
- 2020 : Can I Be Your Friend de Chevy Mustang[34]
- 2021 : 11.11 de Ben Barnes

## Distinctions

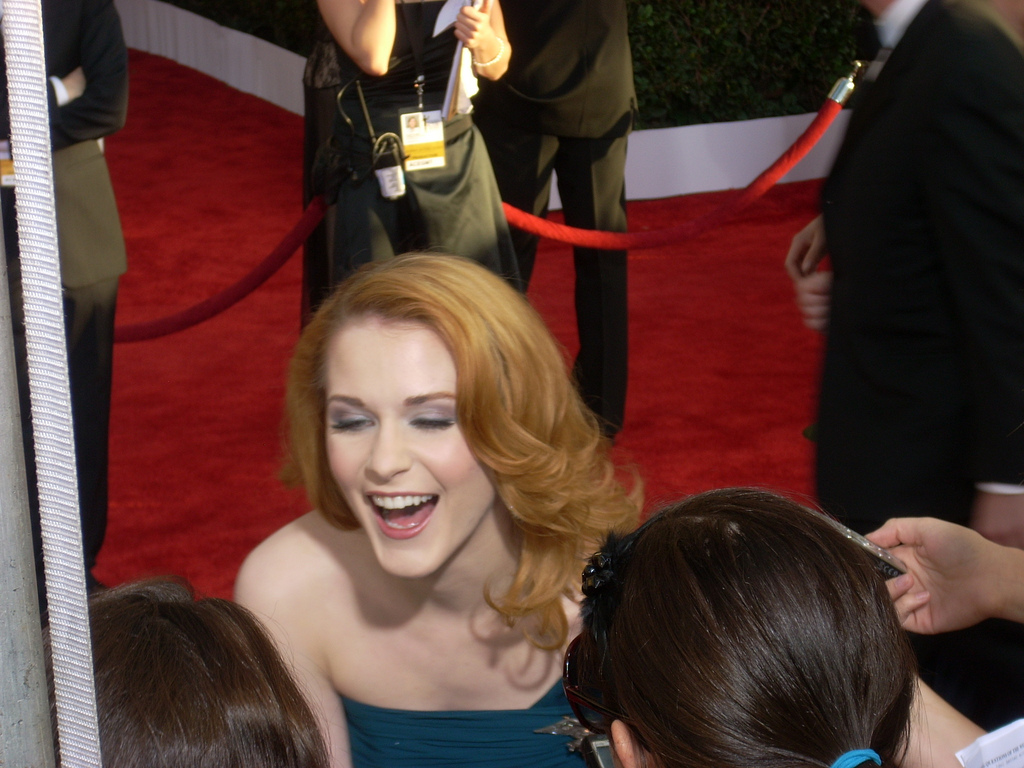
L'actrice aux Screen Actors Guild Awards 2009.

Sauf indication contraire ou complémentaire, les informations mentionnées dans cette section proviennent de la base de données IMDb.

### Récompenses
- 2001 : Young Artist Awards de la meilleure distribution dans une série télévisée dramatique pour Deuxième Chance partagée avec Julia Whelan et Meredith Deane.
- 2002 : Young Hollywood Awards de l'actrice à surveiller (One to Watch).
- Festival international du film de Bratislava 2003 : Lauréate du Prix Mention Spéciale (Special Mention) pour sa prestation dans Thirteen.
- 2004 : Las Vegas Film Critics Society Awards : Meilleure jeune actrice pour Thirteen.
- 2004 : Phoenix Film Critics Society Awards de la meilleure révélation féminine à l’écran pour Thirteen.
- 2004 : Prism Award de la meilleure prestation féminine dans un long métrage pour Thirteen.
- 2006 : Elle Women in Hollywood Awards : Lauréate du Prix Spotlight.
- Festival de Cannes 2007 : Lauréate du Trophée Chopard, ex aequo avec Archie Panjabi.
- 2009 : Young Hollywood Awards : Lauréate du prix Superstar.
- 2009 : Alliance of Women Film Journalists : Lauréate du prix de la plus flagrante différence d'âge entre le personnage principal et l'aimée pour Whatever Works partagée avec Larry David.
- 2011 : Elle Women in Hollywood Awards : Lauréate du Prix de la femme de l'année.
- 2011 : Online Film and Television Association Awards : Meilleure actrice dans un second rôle dans une mini-série ou un film pour Mildred Pierce ex aequo avec Maggie Smith pour Downton Abbey.
- 2016 : Critics' Choice Television Awards : Meilleure actrice dans une série dramatique pour Westworld.
- 2016 : IGN Summer Movie Awards : Lauréate du Prix IGN People's Choice Awards de la meilleure actrice TV pour Westworld.
- 2017 : Satellite Awards : Meilleure actrice dans une série télévisée dramatique pour Westworld.
- 2017 : Whistler Film Festival : Meilleure actrice pour Allure.
- 2021 : Chlotrudis Awards : Meilleure distribution pour Kajillionaire (partagé avec l'ensemble de la distribution).

### Nominations
- 1999 : Young Artist Awards : Meilleure actrice dans un second rôle pour Les Ensorceleuses.
- 1999 : YoungStar Awards : Meilleure prestation pour une jeune actrice dans un téléfilm pour Vengeance maternelle.
- 2000 : YoungStar Awards : Meilleure jeune actrice dans une série dramatique pour Deuxième Chance.
- 2000 : Young Artist Awards : Meilleure actrice dans un second rôle dans une série dramatique pour Profiler.
- 2001 : Online Film and Television Association Awards : Meilleure actrice dans un second rôle dans une série dramatique pour Deuxième Chance.
- 2002 : Online Film and Television Association Awards : Meilleure actrice dans un second rôle dans une série dramatique pour Deuxième Chance.
- 2003 : Awards Circuit Community Awards : Meilleure actrice dans un rôle principal pour Thirteen.
- 2003 : Washington DC Area Film Critics Association Awards : Meilleure actrice pour Thirteen.
- 2003 : Young Artist Awards : Meilleure actrice dans un film pour La Gardienne des secrets.
- 2004 : Critics' Choice Movie Awards : Meilleur espoir pour Thirteen.
- 2004 : Golden Globe Awards : Meilleure actrice pour Thirteen.
- 2004 : Gold Derby Awards : Meilleure révélation féminine pour Thirteen.
- 2004 : International Online Cinema Awards :
  - Meilleure actrice pour Thirteen.
  - Meilleure révélation pour Thirteen.
- 2004 : Las Vegas Film Critics Society Awards : Meilleure actrice pour Thirteen.
- 2004 : MTV Movie Awards : Révélation féminine pour Thirteen.
- 2004 : Online Film and Television Association Awards :  
  - Meilleure prestation d'une jeune actrice pour Thirteen.
  - Meilleure révélation féminine pour Thirteen.
- 2004 : Phoenix Film Critics Society Awards : 
  - Meilleure prestation d'une actrice dans un rôle principal pour Thirteen.
  - Meilleure prestation d'une jeune actrice dans rôle principal ou un second rôle pour Thirteen.
- 2004 : Satellite Awards : Meilleure actrice pour Thirteen.
- 2004 Screen Actors Guild Awards : Meilleure actrice dans rôle principal pour Thirteen.
- 2004 : Young Artist Awards : Meilleure jeune actrice pour Thirteen.
- 2008 : Golden Schmoes Awards : Meilleure actrice de l'année dans un second rôle pour The Wrestler.
- 2008 : Utah Film Critics Association Awards : Meilleure actrice dans un second rôle pour The Wrestler.
- 2011 : Gold Derby Awards : Meilleure actrice dans un second rôle dans une mini-série ou un téléfilm pour Mildred Pierce.
- 2011 : Online Film and Television Association Awards : Meilleure actrice invitée dans une série télévisée dramatique pour True Blood.
- 2011 : Primetime Emmy Awards : Meilleure actrice dans un second rôle dans une mini-série ou un téléfilm pour Mildred Pierce.
- 2011 : Satellite Awards : Meilleure actrice dans un second rôle dans une série télévisée pour Mildred Pierce.
- 2011 : Women's Image Network Awards : Meilleure actrice dans une mini-série ou un téléfilm pour Mildred Pierce.
- 2012 : Critics' Choice Movie Awards : Meilleure distribution pour Les Marches du pouvoir partagée avec George Clooney, Marisa Tomei, Jeffrey Wright, Ryan Gosling, Philip Seymour Hoffman et Paul Giamatti.
- 2012 : Golden Globes Awards : Meilleure actrice dans un second rôle dans une série, une mini-série ou un téléfilm pour Mildred Pierce.
- 2012 : Central Ohio Film Critics Association Awards : Meilleure distribution pour Les Marches du pouvoir partagée avec George Clooney, Marisa Tomei, Jeffrey Wright, Ryan Gosling, Philip Seymour Hoffman et Paul Giamatti.
- 2015 : BTVA Feature Film Voice Acting Awards[36] : 
  - Meilleur doublage pour l'ensemble distribution pour Strange Magic partagée avec Alan Cumming, Elijah Kelley, Meredith Anne Bull, Sam Palladio, Kristin Chenoweth, Maya Rudolph, Alfred Molina, Peter Stormare et Kevin Michael Richardson.
  - Meilleur doublage du personnage féminin principal pour Strange Magic.
- 2016 : IGN Summer Movie Awards : Meilleure actrice dans une série télévisée pour Westworld.
- 2017 : Golden Globes Awards : Meilleure actrice dans une série dramatique pour Westworld.
- 2017 : Gold Derby Awards : Meilleure actrice dans une série télévisée dramatique pour |Westworld.
- 2017 : Online Film and Television Association Awards : Meilleure actrice dans une série télévisée dramatique pour Westworld.
- 2017 : Primetime Emmy Awards : Meilleure actrice dans une série télévisée dramatique pour Westworld.
- 2017 : Saturn Awards : Meilleure actrice de télévision dans un second rôle pour Westworld.
- 2017 : Screen Actors Guild Awards : Meilleure distribution pour une série dramatique pour Westworld partagée avec Ben Barnes, Ingrid Bolsø Berdal, Ed Harris, Luke Hemsworth, Anthony Hopkins, Sidse Babett Knudsen, James Marsden, Leonardo Nam, Thandiwe Newton, Talulah Riley, Rodrigo Santoro, Angela Sarafyan, Jimmi Simpson, Ptolemy Slocum, Shannon Woodward et Jeffrey Wright.
- 2018 : Primetime Emmy Awards : Meilleure actrice dans une série télévisée dramatique pour Westworld.
- 2021 : Chlotrudis Awards : Meilleure actrice pour Kajillionaire.

## Voix françaises
En France
| - Élisabeth Ventura, dans: - Profiler (série télévisée) - True Blood (série télévisée) - Les Marches du pouvoir - Mildred Pierce (mini-série) - Westworld (série télévisée) - Marie Tirmont dans : - Deuxième Chance (série télévisée) - The Wrestler - Adeline Chetail, dans : - À la Maison-Blanche (série télévisée) - Thirteen | - Karine Foviau dans : - Down in the Valley - Les Bienfaits de la colère et aussi - Jade Jonot dans Whatever Works - Caroline Santini dans Simone - Caroline Victoria dans Les Experts (série télévisée) - Chloé Berthier dans Courir avec des ciseaux - Alexandra Garijo dans La Vie devant ses yeux - Mélanie Dambermont (Belgique) dans La Conspiration - Prisca Demarez dans La Reine des neiges 2 |